# Inversiula
Inversiula is een mosdiertjesgeslacht uit de familie van de Inversiulidae en de orde Cheilostomatida

## Soorten
- Inversiula fertilis Powell, 1967
- Inversiula inversa (Waters, 1887)
- Inversiula nutrix Jullien, 1888
- Inversiula patagonica Hayward & Ryland, 1991